# Aeroportul Siguiri
Aeroportul Siguiri (IATA: GII, ICAO: GUSI) este un aeroport din Regiunea Kankan, Guineea ce deservește zona Siguiri⁠(d). A fost numit după zona deservită.
Situat la o altitudine de 395 m, aeroportul dispune de o singură pistă.